# Latrodectus apicalis
La viuda negra de las islas Galápagos (Latrodectus apicalis) es una especie de araña araneomorfa terídida del género Latrodectus, cuyas integrantes son denominadas comúnmente viudas negras. Habita en las islas Galápagos.

## Taxonomía
Descripción original
Esta especie fue descrita originalmente en el año 1877 por el aracnólogo británico Arthur Gardiner Butler, con el mismo nombre científico.

## Características
Como en otros integrantes del género Latrodectus, en L. apicalis los ojos se posicionan en dos filas, cada una cuenta con 4; los tarsos concluyen en 3 uñas; en la cara ventral del tarso IV, gruesas cerdas integran una estructura con forma de peine y en la hembra su abdomen es globoso. 

## Distribución y hábitat
Esta especie es endémica del archipiélago de las Galápagos, perteneciente a Ecuador, y ubicado en el océano Pacífico, a 1000 km al oeste de América del Sur.
Habita en las islas Santa Cruz, Fernandina, Genovesa, Marchena, Pinzón, San Cristóbal, Floreana, Isabela, Pinta, Santa Fe y Santiago.
Esta araña de cuerpo redondeado es poco común. Vive bajo corteza, piedras o troncos.

## Peligrosidad
Esta araña no es agresiva, solo puede morder si se la intenta capturar o accidentalmente se la comprime sobre la piel. Es peligrosa para los seres humanos ya que cuenta con glándulas venenosas que producen latrotoxinas (una neurotoxina) las que son inoculadas en caso de una mordedura, especialmente si se trata de una hembra, ya que esta posee quelíceros de mayor tamaño, los que son más adecuados para penetrar en la piel humana.